# Rumoka
Rumoka är en sidokon till vulkanen Nyamuragira i Kongo-Kinshasa. Den ligger i provinsen Norra Kivu, i den östra delen av landet, 1 600 km öster om huvudstaden Kinshasa.